# Bussières (Loira)
 Bussières  es una población y comuna francesa, situada en la región de Auvernia-Ródano-Alpes, departamento de Loira, en el distrito de Roanne y cantón de Néronde.

## Demografía
| 1720 | 1628 | 1439 | 1460 | 1332 | 1302 |
| Para los censos de 1962 a 1999 la población legal corresponde a la población sin duplicidades (Fuente: INSEE [Consultar]) |      |      |      |      |      |